# Parole parole
"Parole parole" es una composición musical, del género música ligera, de Gianni Ferrio, Leo Chiosso y Giancarlo Del Re. Originalmente la cantaron a dúo Mina Mazzini y Alberto Lupo. Dalida y Alain Delon grabaron la canción en francés como "Paroles, paroles", que se convirtió en un éxito internacional y un estándar en Francia. El lanzamiento de Dalida provocó numerosas versiones y se le atribuye el mérito de hacer de la canción un éxito internacional.

## Versión original
La letra fue escrita por Leo Chiosso y Giancarlo Del Re, los autores del Teatro 10, un programa de variedades nocturno. La música y la melodía eran de Gianni Ferrio, el director de la orquesta de Teatro 10. En la primavera de 1972, la canción era el tema de cierre de los ocho programas de Teatro 10. La canción es del estilo llamado música ligera. Se trata de un diálogo de Mina cantado con Alberto Lupo.
Muestra las lamentaciones del final del amor de la cantante y las mentiras que ha tenido que escuchar, mientras que el hombre simplemente habla. Ella reacciona a los cumplidos que le da, y simplemente responde «parole», con lo que da a entender que no cree en las palabras que le dice el hombre. El sencillo se publicó en abril de 1972, en PDU, el sello independiente de Mina, y se convirtió en un éxito en las listas de ventas. La canción apareció como una de las canciones del álbum de Mina, Cinquemilaquarantatrè.
Esta versión se incluyó también en la banda sonora de la película italiana Io non ho paura (2003), la cual fue conocida en español con los títulos de No tengo miedo (en España), El secreto (en Argentina) y El pozo (en México, como título televisivo); y en inglés como I'm Not Scared.

## Otras versiones

### En alemán
Dalida también publicó una versión en alemán, al lado de Friedrich Schütter en 1973, con el título "Worte, nur Worte" (Palabras, sólo palabras), y volvió a grabar la canción en 1983, al lado de Harald Juhnke, con el mismo título.
Vicky Leandros publicó en alemán la versión "Gerede Gerede" ("Hablar, hablar") con el actor Ben Becker, como parte de su álbum Zeitlos ("Eterno"), del 2010.
Otra versión en este idioma fue la de Jens Wawrczeck y Andreas Fröhlich, como una bufonada en la gira en vivo de Die drei Fragezeichen (la versión en alemán de The Three Investigators), en el 2009.

### En croata
En Croacia, la canción la grabaron, en 1991, la cantante Ksenija Erker y el actor Relja Bašić. La canción se grabó en italiano, con el texto original. Apareció incluida en el LP de Ksenija Erker Ciao Italia (Jugoton). La canción se tradujo al croata, y el grupo Rivers hizo una nueva versión en el 2006, y el solista fue Massimo Savić.

### En esloveno
La cantante eslovena Elda Viler y el actor esloveno Boris Cavazza grabaron la versión "Besede, Besede", que incluyeron en su álbum Elda, en 1982. La canción volvió a grabarse en el 2014, entonces a cargo de la banda Pliš (la vocalista Aleksandra Ilijevski) y el actor Jurij Zrnec.

### En español
En 1972 se grabó la primera versión en español de esta pieza, titulada como "Palabras, palabras", por la cantante argentina Silvana Di Lorenzo y el actor Osvaldo Brandi, la cual se incluyó en el LP homónimo de aquella para la RCA Victor.
En ese mismo año 1972, el actor mexicano Jorge Rivero, en su faceta de cantante la interpretó a dueto con la también actriz mexicana Ivonne Govea, misma tonada que se incluye en el LP titulado: "El menos", para el extinto sello discográfico Raff.
En 1973 la actriz y cantante española Carmen Sevilla publicó una versión de esta canción junto al actor Francisco Rabal, el cual se hizo en formato single para la (ya desaparecida) compañía Belter.
También, en 1973, la cantante mexicana Lupita D'Alessio y -su entonces esposo- el actor Jorge Vargas (con quien ya mantenía una complicada relación) hicieron su versión de esta melodía, la cual se incluyó en los LP Eres tú y Vete de aquí, grabados por D'Alessio ese mismo año.
Por otra parte, e igualmente en 1973, la cantante ecuatoriana Hilda Murillo (hija de la célebre Fresia Saavedra) grabó con Antonio Hanna su versión de esta pieza con base en la de Silvana Di Lorenzo.
En 2001 el dueto cómico español Hermanos Calatrava realizó una parodia de esta canción, titulada "Parole, parole", la cual se incluyó en el CD Ay, coño! Me comí una vaca loca y otros éxitos.
En 2003 el dúo argentino Pimpinela incluyó una versión en su álbum Al modo nuestro.
En 2004 la cantante española Marta Sánchez y el actor y presentador Andoni Ferreño interpretaron la versión de Sevilla y Rabal en el programa de la primera cadena de TVE Geniales, durante la gala dedicada a Carmen Sevilla, la cual fue transmitida el 7 de mayo de ese año.
En 2009 el cantautor y productor mexicano Salvador Rizo (acreditado como San Salvador) junto con Lucía Méndez incluyó esta pieza en el CD San Salvador. El bolero chilautero con el título de "Parole, parole". Es de hacer notar que acá, y al contrario que en las anteriores versiones, es ella quien realiza las partes habladas de la canción.

### En francés
En 1973, una versión traducida al francés por Michaële fue interpretada por Dalida y Alain Delon y publicada por Polydor, y se volvió un éxito en Francia, en Japón, en México (donde fue el número 3 de la lista) y en Canadá.
En el programa de la Navidad de 1996 del canal France 2, Alain Delon interpretó la versión en francés al lado de Céline Dion, en memoria de Dalida. En el 2001, también como tributo a Dalida, los participantes de la Star Academy France hicieron un remix de la versión en francés.
Amanda Lear presentó la versión francesa "Paroles, paroles" con Titof en el canal de televisión M6. Esta versión se incluyó en su compilación Paris by Night – Greatest Hits, del 2005.

### En griego
La cantante Marinella y el actor Kostas Spyropoulos grabaron "Kouventes" para su álbum I Marinella Tragouda Megales Kyries, en 1992.
Anna Vissi y Thanasis Alevras presentaron una versión para el programa televisivo Parole, de Annita Pania.

### En húngaro
Hay una versión húngara de la década de 1970, interpretada por Viktória Vincze y el popular actor Sándor Lukács.

### En italiano
Adriano Celentano, Mina y Alberto Lupo interpretaron juntos una versión en parodia, en la penúltima presentación del programa televisivo de variedades Teatro 10, el 6 de mayo de 1972. En estos últimos años, la canción pasó a formar parte del repertorio de la cantante italiana-eslovena Martina Feri, al lado del Gorni Kramer Quartet. En el 2005, Gigi D'Agostino incluyó una versión remix house en su Disco Tanz a cargo de Double S vs 2 Daniels.
En el 2014, la cantante flamenca Licia Fox y su productor Tormy Van Cool presentaron su versión.

### En japonés
La versión en japonés, "Amai Sasayaki", incluyó la participación del actor Toshiyuki Hosokawa y de la cantante Akiko Nakamura, en 1973.

### En neerlandés
En Bélgica Nicole & Hugo hicieron la primera versión en neerlandés, en 1973 : "Die woorden, die woorden". En Holanda el escritor Cees Nooteboom llevó a cabo, en 1973, otra traducción de la canción, intitulada "Gebabbel" ("Parloteo"). La interpretaron Liesbeth List y Ramses Shaffy. El comediante holandés Paul de Leeuw y la cantante Willeke Alberti hicieron una parodia de esta versión en 1992. Su versión tuvo un gran éxito en los Países Bajos, y alcanzó el número 2 de la lista holandesa Dutch Top 40.

### En portugués
La primera versión en portugués de esta canción se grabó en Brasil, en 1972, con el título "Palavras, palavras" y fue interpretada por Maysa y el actor Raul Cortez.
En 1973 la cantante portuguesa Tonicha y el actor João Perry grabaron su propia versión con el título "Parole, parole".
En 2009 Ágata y Vitor Espadinha grabaron su versión titulada "Promessas, Promessas".

### En turco
La cantante y actriz turca Ajda Pekkan grabó una versión en su idioma, en 1973. Cantó la canción "Palavra palavra" al lado del actor de doblaje Cüneyt Türel, quien le añadió un toque de gracia a la canción, al alterar las partes habladas. En el 2010 se publicó otra versión en turco, a cargo de los célebres cantantes de pop Göksel y Teoman.

### En vietnamita
En el 2004, se publicó una versión en vietnamita, "Những Lời Mê Hoặc" ("Esas seductoras palabras"), con Minh Tuyết y Trần Thái Hòa.

### Bilingües
Zap Mama grabó una versión con el actor Vincent Cassel, en su álbum ReCreation, en el 2009. La canción, que se grabó mientras Cassel se encontraba en Brasil, incluye dos idiomas: Zap Mama canta en francés, Vincent Cassel habla en portugués.

### Instrumental
Fabrizio Bosso, trompetista italiano.